# سرخرگ لبی زبرین
سرخرگ لبی زِبَرین (انگلیسی: Superior labial artery) به لب فوقانی وارد می‌شود و از آن انشعاب کوچکتری برای آناستوموزهای تیغه بینی منشعب می‌شود.
سرخرگ لبی زبرین از سرخرگ لبی زیرین بزرگ‌تر و چشمگیرتر است.